# Reinder Nummerdor
Reinder Aart Nummerdor (* 10. September 1976 in IJsselmuiden, Overijssel, Niederlande) ist ein ehemaliger niederländischer Volleyball- und Beachvolleyballspieler. Er war Europameister in der Halle und im Sand und nahm fünfmal an Olympischen Spielen teil.

## Karriere Hallenvolleyball
Reinder Nummerdor begann 1990 als Jugendspieler beim EVV Elburg. Danach spielte er für den VC Zwolle und Piet Zoomers Apeldoorn. Ab 1998 spielte er in der italienischen Liga in Ravenna, Montichiari, Mailand, Ferrara und nochmals in Montichiari.
Nummerdor debütierte in der niederländischen Nationalmannschaft am 3. Mai 1995 gegen Belgien. 1997 wurde er Europameister. Zweimal nahm er an den Olympischen Spielen im Hallenvolleyball teil – 2000 in Sydney und 2004 in Athen. Insgesamt hatte er 349 Einsätze in der Nationalmannschaft.

## Karriere Beachvolleyball
Reinder Nummerdor spielte seit 2006 Beachvolleyball mit Richard Schuil auf der FIVB World Tour und auf der CEV European Tour. Ihren ersten großen Erfolg hatte das Duo Nummerdor/Schuil 2007 mit dem Sieg beim FIVB-Turnier in Manama (Bahrain).
In der folgenden Saison gewannen die Niederländer die Turniere der Welttour in Zagreb und Dubai und erreichten bei den Olympischen Spielen in Peking 2008 den fünften Platz. Im gleichen Jahr wurden Reinder Nummerdor und Richard Schuil Europameister. Diesen Erfolg konnten sie 2009 wiederholen.
Hinzu kamen drei Erfolge bei der World Tour in den Austragungsorten Åland, Den Haag und Sanya, sowie die Auszeichnung für Reinder Nummerdor als bester Defensivspezialist der Serie. 2010 gewannen Nummerdor/Schuil zum dritten Mal in Folge die Beachvolleyball-Europameisterschaft. Ihren nächsten FIVB-Titel errangen die beiden Westeuropäer bei der letzten Veranstaltung des folgenden Jahres in Agadir. Anschließend wurde Nummerdor zum zweiten Mal in seiner Karriere als Best Defensive Player ausgezeichnet. Bei den Olympischen Spielen in London 2012 erreichten Nummerdor/Schuil den vierten Platz.
2014 spielte Nummerdor zunächst zusammen mit Steven van de Velde und seit August mit Christiaan Varenhorst. Bei der FIVB World Tour gewannen Nummerdor/Varenhorst den São Paulo Grand Slam und die Mangaung Open. 2015 wurden die beiden Niederländer in ihrer Heimat Vizeweltmeister. 2016 gewannen Nummerdor/Varenhorst den Grand Slam in Moskau und belegten bei den Olympischen Spielen in Rio de Janeiro den fünften Platz. Danach beendete Reinder Nummerdor seine internationale Karriere.

## Privates
Nummerdor ist mit der niederländischen Volleyballspielerin Manon Flier verheiratet. Die beiden haben seit 2016 eine Tochter.